# Terrain miné
Pour plus de détails, voir Fiche technique et Distribution.
Terrain miné ou Terre interdite au Québec (On Deadly Ground) est un film d'action réalisé par Steven Seagal sorti en 1994.

## Synopsis
Forrest Taft est un expert en lutte anti-incendie de pétrole, qui est engagé par une compagnie pétrolière pour résoudre un problème de détail, mais il se rend compte que c'est l'équilibre écologique de toute une région qui est en jeu. Il entre en conflit avec ses mandataires jusqu'à l'explosion de l'action ainsi que d'une raffinerie.

## Fiche technique
- Titre original : On Deadly Ground
- Titre français : Terrain miné
- Titre québécois : Terre interdite
- Réalisation : Steven Seagal
- Scénario : Ed Horowitz & Robin U. Russin
- Musique : Basil Poledouris
- Production : Steven Seagal, A. Kitman Ho (en) et Julius R. Nasso
- Société de distribution : Warner Bros.
- Budget : 50 000 000 $ (estimation)
- Pays d’origine :  États-Unis
- Langue originale : anglais, inuktitut
- Couleur : Color (Technicolor)
- Durée : 101 minutes
- Dates de sortie :
  - États-Unis : 18 février 1994
  - France : 6 avril 1994
- Film interdit aux moins de 12 ans lors de sa sortie en salles en France

## Distribution
- Steven Seagal (VF : Jean-François Aupied ; VQ : Hubert Gagnon) : Forrest Taft, expert en lutte anti-incendie de pétrole
- Michael Caine (VF : Gabriel Cattand ; VQ : Vincent Davy)  : Michael Jennings, propriétaire de l'entreprise pétrolière Aegis
- Joan Chen (VF : Yumi Fujimori) : Masu
- John C. McGinley (VF : Patrick Guillemin ; VQ : Luis de Cespedes) : MacGruder, adjoint de Jennings
- Shari Shattuck (VF : Dominique Westberg ; VQ : Geneviève De Rocray) : Liles
- R. Lee Ermey (VF : Vincent Grass ; VQ : Yvon Thiboutot) : Stone
- Billy Bob Thornton (VQ : Bernard Fortin) : Homer Carlton
- Richard Hamilton (VF : Pierre Baton ; VQ : Claude Préfontaine) : Hugh Palmer, chef d'équipe de la raffinerie
- Irvin Kershner : Walters
- Chief Irvin Brink (VF : Gilbert Levy) : Silook
- Apanguluk Charlie Kairaiuak : Tunrak
- Elsie Pistolhead : Takanapsaluk
- John Trudell : Johnny Redfeather
- Mike Starr (VQ : Yves Corbeil) : Big Mike
- Sven-Ole Thorsen : Otto
- Ivan Kane (VQ : Sébastien Dhavernas) : Spiks
- David John Cervantes (VQ : Benoît Marleau) : Stokes

Source et légende : version française (VF) sur RS Doublage;  version québécoise (VQ) sur Doublage.qc.ca

## Récompenses
Razzie Award du pire réalisateur.

## Nominations
Razzie Award du pire film et 
de la pire actrice pour Joan Chen